# Heterokrómia
A heterokrómia egy szemet érintő elváltozás, melynek jellemzője a különböző színű írisz ugyanazon egyed esetében. Az embernél és az állatoknál is előforduló jelenség legtöbb esetben örökletes, de betegség vagy sérülés eredményeképp is megjelenhet.

## Fajtái
A ritkának számító mutációnak több fajtája létezik. Teljes heterokrómia esetén az egyik írisz színe a másikétól különbözik. A részleges heterokrómia jellemzője, hogy az írisz egy részének színe eltér annak más részeitől, tehát egy szemben jelennek meg az eltérő színek.
A centrális heterokrómia esetében a két szín egyazon íriszen belül jelentkezik. A szem valódi színének ebben az esetben a külső szín számít.

## Okai

A veleszületett heterokrómia autoszomális domináns öröklődésének ábrázolása
(Piros négyzet: érintett férfi; piros kör: érintett nő; Kék négyzet: vad típus férfi; kék kör: vad típus nő)

Az esetek többségében örökletes, de genetikai mozaicizmus vagy kimérizmus is okozhatja. Ugyanakkor betegség és olyan sérülések is okozhatják, mint bevérzés, idegen test jelenléte, glaukóma vagy a kezelésére használatos gyógyszerek, a szemet érintő gyulladások, neurofibromatózis vagy Waardenburg-szindróma.

## Állatoknál
A teljes heterokrómia sokkal gyakrabban fordul elő az állatvilágban, ahol majdnem minden esetben kék színű az egyik szem. A kék szem egy olyan fehér folton belül található, amelynek okozója a bőr vagy a szőrzet melaninhiánya (leucizmus). A heterokrómia főleg macskákra jellemző (pl. török angóramacska, török van macska, Khao Manee macska, ritkábban japán csonkafarkú macska), az ilyen úgynevezett furcsa szemű macskák (angolul: odd-eyed cat) többnyire fehér szőrzetűek, és rendes szemszínük (narancs, sárga, zöld, rézszín) mellett egy kék szemük van.
Kutyák esetében a teljes heterokrómia a szibériai husky, a Catahoula leopárdkutya és az ausztrál juhászkutya esetében tapasztalható.
A lovaknál főleg a pinto színű fajtáknál jelentkezik a heterokrómia: egy barna, illetve egy fehér, szürke vagy kék szem figyelhető meg. A teheneknél és a vízibivalyoknál is előfordul ez a mutáció. Waardenburg-szindrómás vadászgörények esetében is megfigyelték az elváltozást.
A részleges heterokrómia és részleges hipokrómia főleg merle szőrzetű kutyáknál észlelhető. Olyan fajták tartoznak ide, mint az ausztrál juhászkutya, a border collie, a shetlandi juhászkutya, a welsh corgi, a félhosszúszőrű pireneusi juhászkutya, a mudi, a beauce-i juhászkutya, a Catahoula leopárdkutya, a dunker, a német dog, a tacskó és a csivava. Nem merle szőrzetű kutyáknál (pl. szibériai husky) is előfordul ez a mutáció.

## Galéria

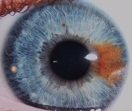
Részleges heterokrómia
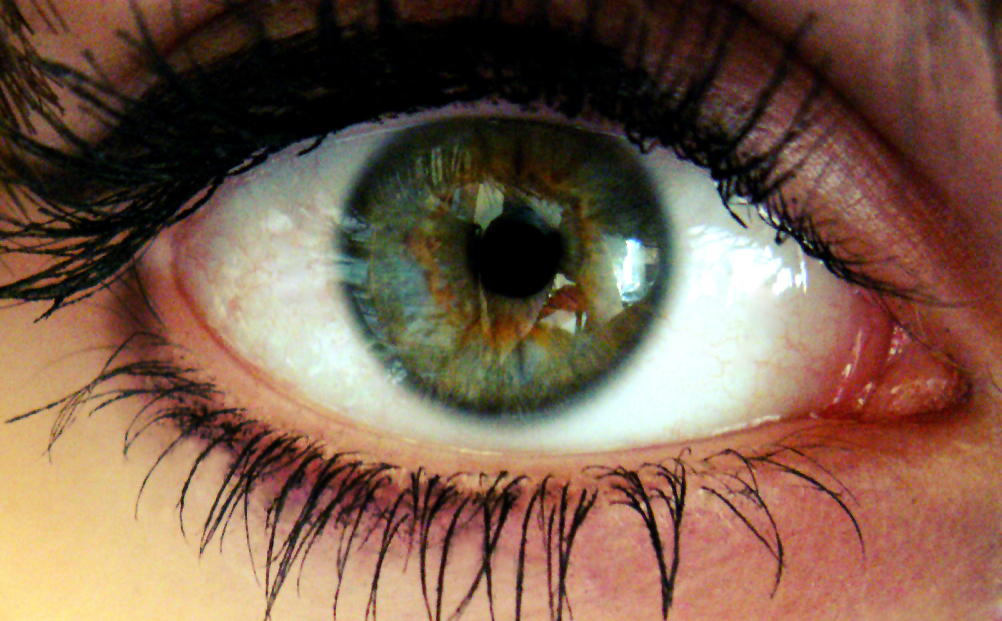
Centrális heterokrómia
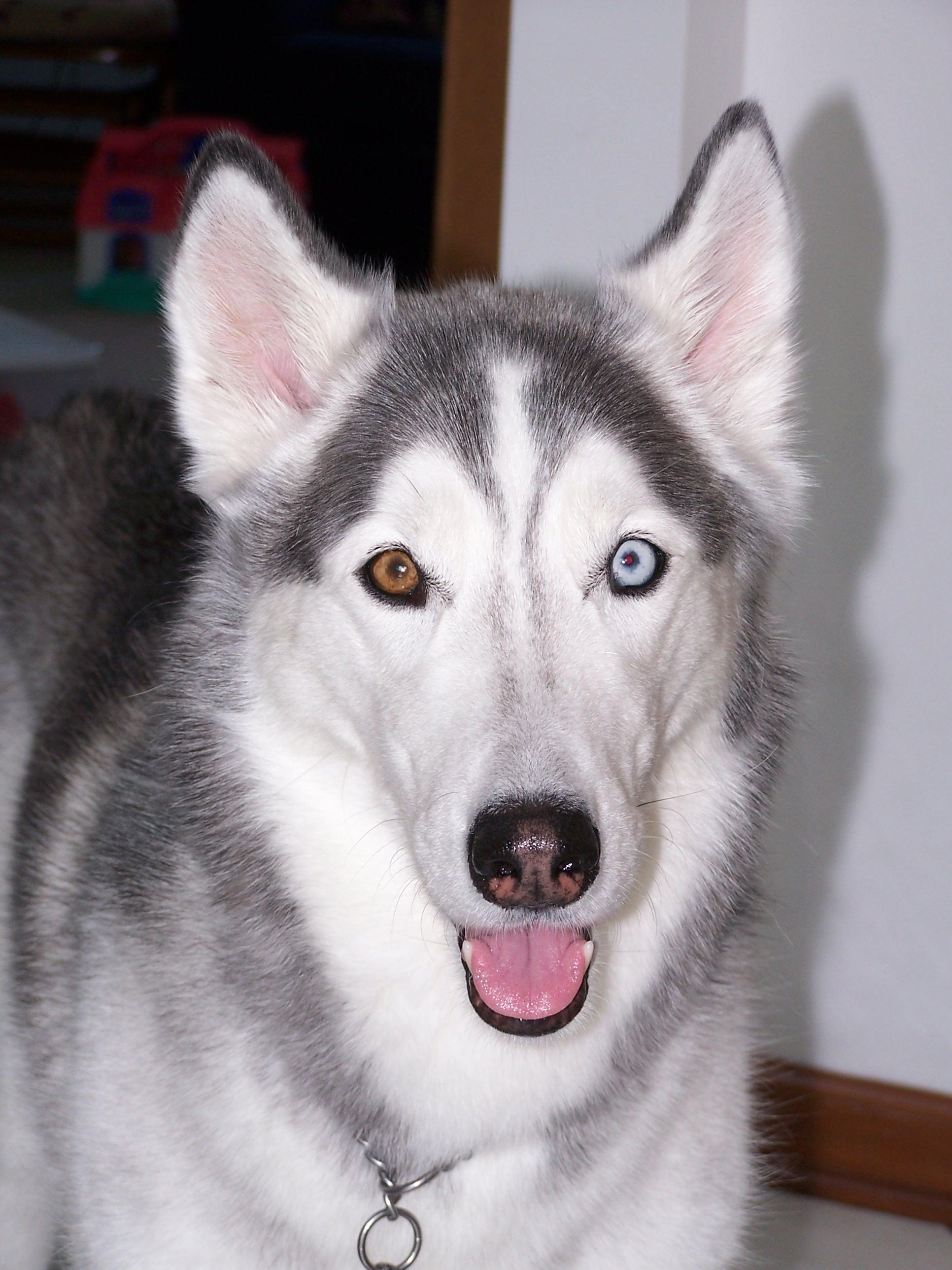
Heterokrómiás szibériai husky
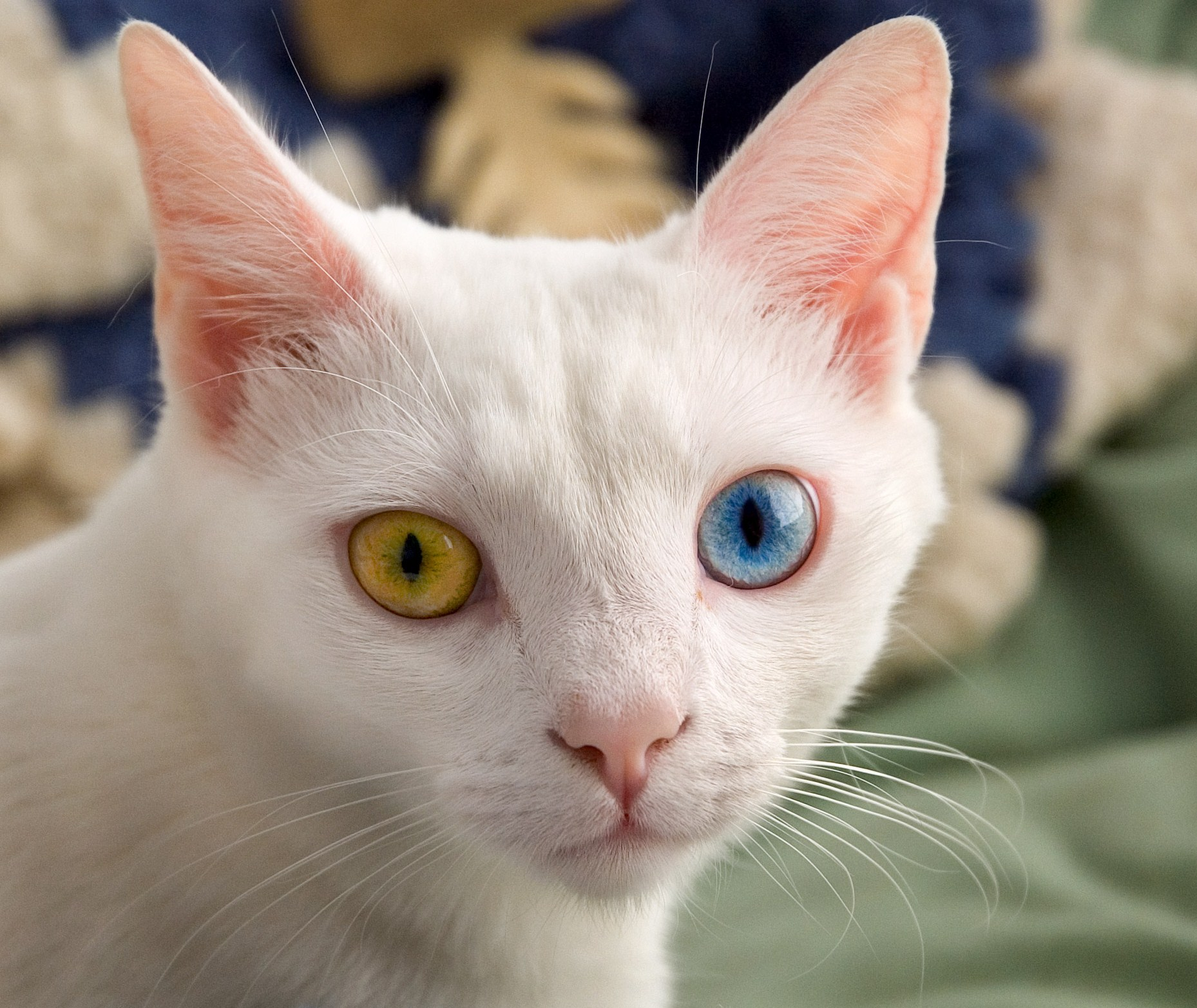
Egy heterokrómiás macska
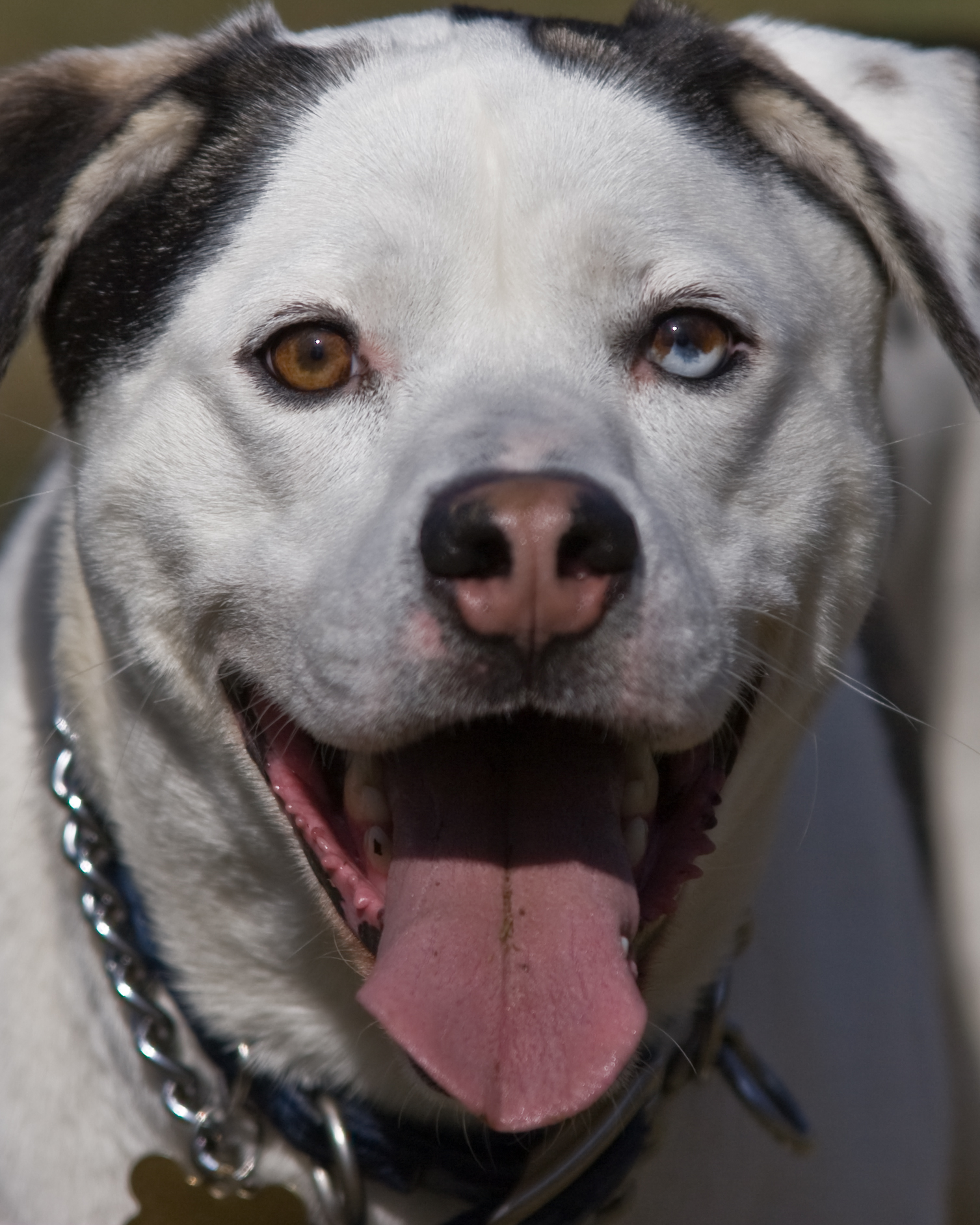
Heterokrómiás Catahoula leopárdkutya
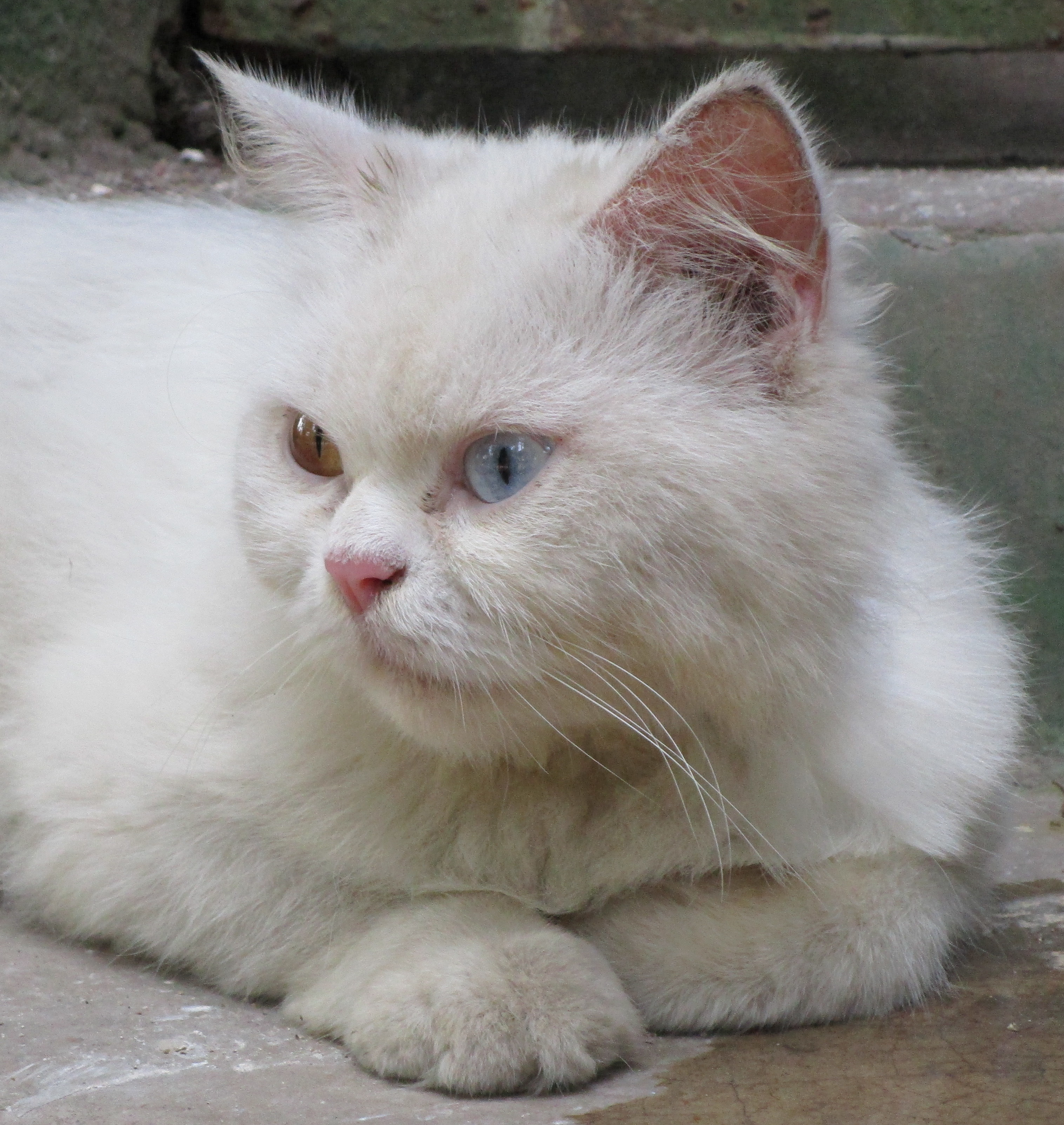